# Shīādeh Sādāt Maḩalleh
Shīādeh Sādāt Maḩalleh (persiska: شيا دِه, شياده سادات محله, شِيادِهسادات مَحَلِّه, شيادِهسادات مَحَلِّه, Shīā Deh) är en ort i Iran.   Den ligger i provinsen Mazandaran, i den norra delen av landet, 120 km nordost om huvudstaden Teheran. Shīādeh Sādāt Maḩalleh ligger 182 meter över havet och antalet invånare är 372.
Terrängen runt Shīādeh Sādāt Maḩalleh är kuperad åt sydväst, men åt nordost är den platt. Runt Shīādeh Sādāt Maḩalleh är det tätbefolkat, med 286 invånare per kvadratkilometer. Närmaste större samhälle är Shīr Savār, 17,9 km nordost om Shīādeh Sādāt Maḩalleh. I omgivningarna runt Shīādeh Sādāt Maḩalleh växer i huvudsak blandskog.